# Деркауцы
Деркауцы (рум. Dărcăuţi, Дэркэуць) — село в Сорокском районе Молдавии. Является административным центром коммуны Деркауцы, включающей также сёла Новые Деркауцы и Малкауцы.

## География
Село расположено на высоте 218 метров над уровнем моря.

## Население
По данным переписи населения 2004 года, в селе Дэркэуць проживает 1302 человека (626 мужчин, 676 женщин).
Этнический состав села:
| Национальность | Число жителей | Процентный состав |
| -------------- | ------------- | ----------------- |
| молдаване      | 1296          | 99,54             |
| украинцы       | 5             | 0,38              |
| прочие         | 1             | 0,08              |
| Всего          | 1302          | 100 %             |